# Heterophasia capistrata
Síbia-ruiva ou sibia-ruiva (Heterophasia capistrata) é uma espécie de ave da família Sylviidae.
Pode ser encontrada nos seguintes países: Butão, China, Índia, Nepal e Paquistão.
Os seus habitats naturais são: florestas temperadas.